# Herbert Plank
Herbert Plank (Vipiteno, 3 settembre 1954) è un ex sciatore alpino italiano.

## Biografia
Herbert Plank, originario di Vipiteno, proviene da una famiglia di grandi tradizioni nello sci alpino: è fratello di Jolanda e padre di Andy, a loro volta atleti di alto livello.

### Carriera sciistica

#### Stagioni 1972-1977
Herbert Plank conquistò i primi punti in Coppa del Mondo il 24 gennaio 1972, piazzandosi 10º in slalom gigante sulla pista Chuenisbärgli di Adelboden, e nella stessa stagione conquistò la medaglia d'oro nella discesa libera alla prima edizione degli Europei juniores, Madonna di Campiglio 1972. Il 10 dicembre 1973 si aggiudicò il primo successo in Coppa del Mondo, nonché primo podio, precedendo nella discesa libera di Val-d'Isère gli austriaci Werner Grissmann e Franz Klammer; in quella stagione 1973-1974 fu 3º nella classifica della Coppa del Mondo di discesa libera, piazzamento replicato nella successiva stagione 1974-1975 quando fu anche 7º nella classifica generale.
La seconda vittoria in Coppa del Mondo giunse il 9 gennaio del 1976 in discesa libera sulla celebre pista Lauberhorn di Wengen; nello stesso anno Plank conquistò la medaglia di bronzo nella discesa libera ai XII Giochi olimpici invernali di Innsbruck 1976, sua prima presenza olimpica valida anche ai fini iridati, preceduto soltanto da Franz Klammer e Bernhard Russi. In Coppa del Mondo chiuse quella stagione 1975-1976 al 7º posto nella classifica generale e al 2º in quella di discesa libera, superato dal vincitore Klammer di 48 punti.

#### Stagioni 1978-1981

Herbert Plank in gara nel 1979

Nella stagione 1977-1978 lo sciatore ottenne due vittorie consecutive in Coppa del Mondo, sulla Saslong della Val Gardena e sull'Olimpia delle Tofane di Cortina d'Ampezzo, mentre ai Mondiali di Garmisch-Partenkirchen 1978 si piazzò al 10º posto nella discesa libera; alla fine di quella stagione 1977-1978 ottenne il suo miglior piazzamento in carriera nella classifica generale di Coppa del Mondo, 5º, e fu ancora 3º in quella di discesa libera.
L'ultimo successo dell'azzurro in Coppa del Mondo è datato 4 marzo 1980, quando vinse la discesa libera disputata a Lake Louise; nella medesima specialità ai XIII Giochi olimpici invernali di Lake Placid 1980, sua ultima presenza olimpica, chiuse al 6º posto. Ottenne l'ultimo piazzamento di rilievo in competizioni internazionali con il 2º posto nella combinata di Coppa del Mondo disputata a Sankt Anton am Arlberg il 1º febbraio 1981.

#### Bilancio della carriera
Elemento di spicco della Valanga azzurra, a differenza degli altri compagni di squadra che primeggiavano nelle prove tecniche Plank si specializzò nella discesa libera in un periodo, gli anni 1970, dominato dagli svizzeri Bernhard Russi e Roland Collombin, dalla forte squadra austriaca guidata da Franz Klammer e dai Crazy Canucks canadesi, riuscendo a ottenere cinque vittorie e numerosi podi in Coppa del Mondo e una medaglia di bronzo ai Giochi olimpici invernali. Invece non gareggiò  quasi mai in slalom gigante e in slalom speciale, tranne poche apparizioni e unicamente al fine di ottenere punti nella combinata. Dopo Zeno Colò è stato il più grande discesista italiano fino a Kristian Ghedina; fu fra l'altro il primo italiano a salire sul più alto gradino del podio nella discesa libera della Saslong in Val Gardena.

### Altre attività
Dopo il ritiro Plank gestisce l'albergo di famiglia e un negozio di articoli sportivi nella natia Vipiteno e collabora con varie aziende produttrici di attrezzatura sportiva.

## Palmarès

### Olimpiadi
- 1 medaglia, valida anche ai fini dei Mondiali:
  - 1 bronzo (discesa libera a Innsbruck 1976)

### Europei juniores
- 1 medaglia[1][2]:
  - 1 oro (discesa libera a Madonna di Campiglio 1972)

### Coppa del Mondo
- Miglior piazzamento in classifica generale: 5º nel 1978
- 21 podi:
  - 5 vittorie (tutte in discesa libera)
  - 10 secondi posti (9 in discesa libera, 1 in combinata)
  - 6 terzi posti (tutti in discesa libera)

#### Coppa del Mondo - vittorie
| Data             | Località          | Paese    | Specialità |
| ---------------- | ----------------- | -------- | ---------- |
| 10 dicembre 1973 | Val-d'Isère       | Francia  | DH         |
| 9 gennaio 1976   | Wengen            | Svizzera | DH         |
| 18 dicembre 1977 | Val Gardena       | Italia   | DH         |
| 22 dicembre 1977 | Cortina d'Ampezzo | Italia   | DH         |
| 4 marzo 1980     | Lake Louise       | Canada   | DH         |

Legenda:

DH = discesa libera

### Campionati italiani
- 9 medaglie[4]:
  - 7 ori (discesa libera, combinata nel 1975; discesa libera nel 1977; discesa libera, combinata nel 1979; discesa libera nel 1980; discesa libera nel 1981)
  - 1 argento (discesa libera nel 1976)
  - 1 bronzo (discesa libera nel 1973)